# Itzing
Itzing ist ein Gemeindeteil der Stadt Monheim im Landkreis Donau-Ries (Regierungsbezirk Schwaben, Bayern).

## Geographie
Das Kirchdorf liegt circa drei Kilometer südwestlich von Monheim an der Ussel im Usseltal.
Der Ort zählt zu den Grenzorten des alemannischen Dialektraums zum Bairischen hin. Der Hauptort Monheim selbst zählt bereits zum bairischen Dialektgebiet.

## Geschichte
Die erste urkundliche Erwähnung von Itzing stammt aus der ersten Hälfte des 12. Jahrhunderts. Dort wird der Ort „Ozzingun“ genannt, d. h. zu den Leuten eines Ouzo oder Uzo. Doch bereits zwischen 1057 und 1075 weihte Bischof Gundekar II. von Eichstätt eine Kirche zu Ehren von St. Michael, der noch heute Patron der Ortskirche ist. Das Langhausfresko Christkönig mit Walburga, Willibald, Michael und Engel, verehrt von Dorfbewohnern ist in 1944 gemalt von dem Kunstmaler Josef Wittmann. Der Entwurf zu diesem Fresko hat sich erhalten und befindet sich im Diözesanmuseum Regensburg, wo auch der gesamte Nachlass an Entwürfen zur kirchlichen Malerei von Josef Wittmann ist.
Im Dreißigjährigen Krieg wurde Itzing zum größten Teil zerstört. 1748 wurde die Kirche neu errichtet und 1915/20 erstmals restauriert.
Am 1. Mai 1978 wurde die vorher selbständige Gemeinde in die Stadt Monheim eingegliedert.